# Doušnik
Doušnik je uglavnom negativno konotiran izraz koji se koristi za vrstu špijuna na niskoj razini koji uglavnom djeluju neslužbeno.

## Doušnik i drugi agenti
Doušnicima se obično nazivaju osobe koje na vlastitu inicijativu ili na zahtjev, obavještajnoj službi, policiji ili privatnim istraživaču pribavljaju informacije o osobama, skupinama ili organizacijama do kojih primatelj informacija sam po sebi nema pristupa, dobivajući za svoje usluge neki oblik nagrađivanja.
Razlika između špijuna i doušnika je po nekoj definiciji ta, "da špijun koristi prigode da bude informator ili vrši izdaju dok je zadatak doušnika da i aktivno proizvodi prilike nakon kojih umiješane osobe izdaje".
U bivšoj je Jugoslaviji kao i u drugim totalitarnim državama postojala opširna mreža doušnika koji su ponajviše radili za UDBU. Bili su aktivni u gotovo svim područjima društvenog života radi skupljanja informacija o stvarnim ili potencijalnim prevratničkim iskazima o "vanjskim ili unutarnjim neprijateljima".
U svakoj zgradi, svakoj firmi, svakoj ulici imali su svoje doušnike, koji su imali brojne beneficije na račun toga što su špijunirali i prijavljivali svoje susjede, rođake i prijatelje. Pridodamo li svemu tome i nekoliko tisuća doušnika KOS-a, dakle vojne obavještajne službe, jasno je da se radi o cijeloj vojsci ljudi.
Djelovali su i u inozemstvu. Nisu smjeli biti članovi Partije, to jest morali su biti "nekompromitirani" u očima drugih osoba, jer im se u suprotnom ne bi vjerovalo.
U nekim državama zakonom o lustracijom podatci o politički motiviranim doušnicima dostupni su javnosti, a u Hrvatskoj i drugima to još nije učinjeno.

## Vanjske poveznice
- hrvati-amac  Arhivirana inačica izvorne stranice od 5. ožujka 2016. (Wayback Machine)
- Zbirka člankova  Arhivirana inačica izvorne stranice od 21. travnja 2009. (Wayback Machine)